# Listel de panneau routier en France

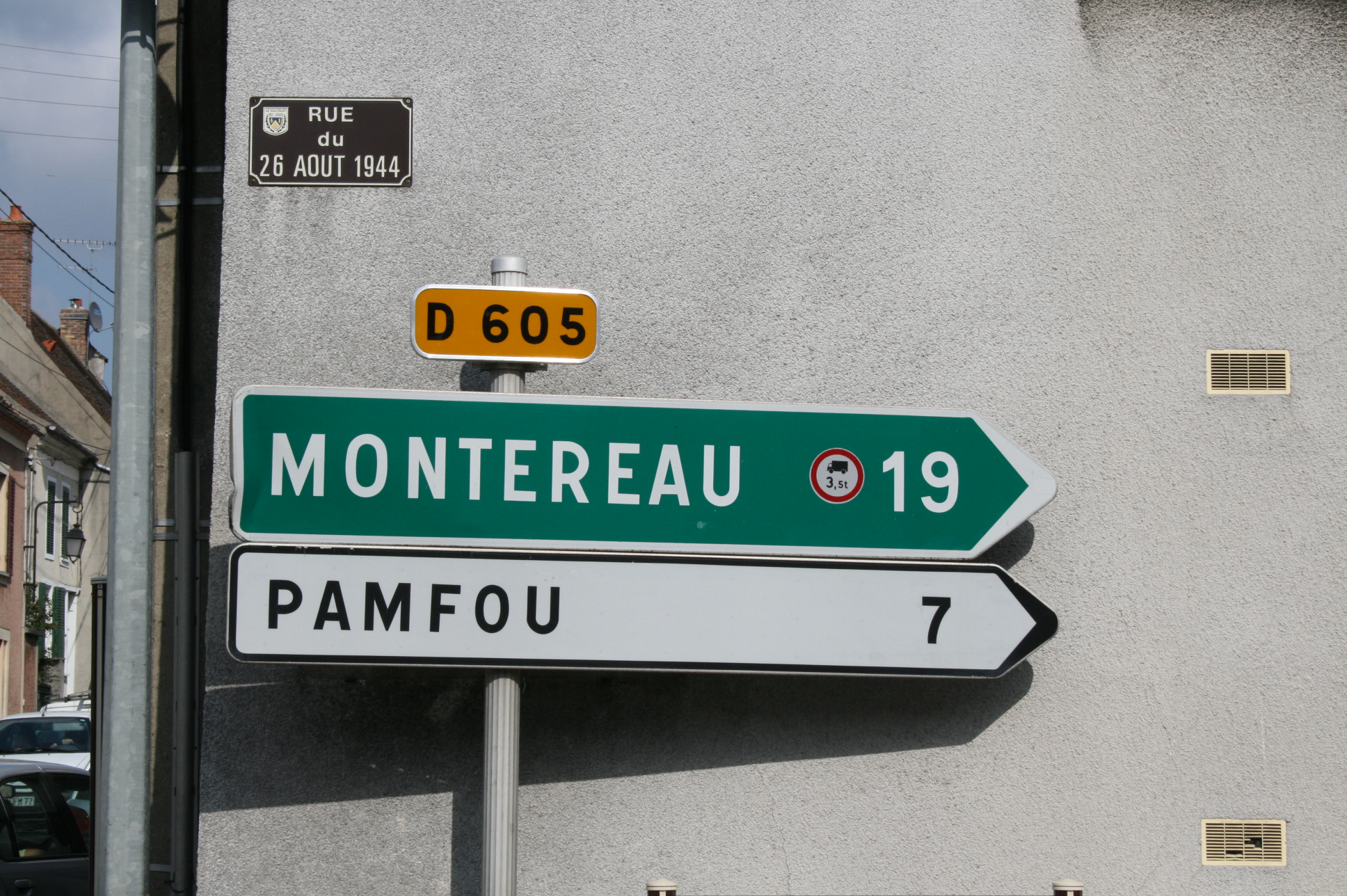
Panneaux directionnels D21a, l’un à fond vert avec listel blanc, l’autre à fond blanc avec listel noir

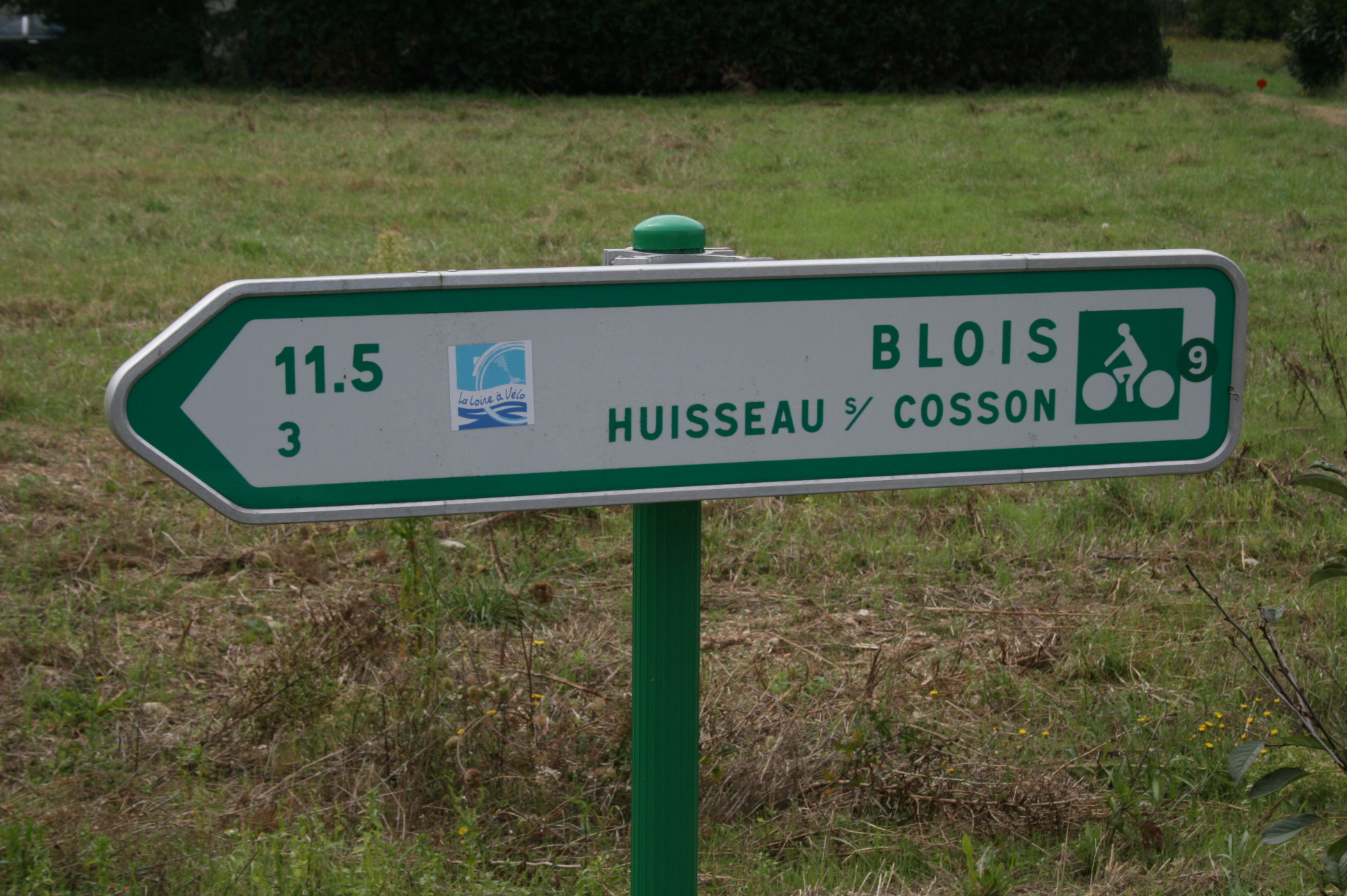
Panneau de jalonnement cyclable avec listel vert

Dans le domaine de la signalisation routière, le listel est la bordure colorée qui entoure le panneau de signalisation.
Tous les panneaux routiers français comportent des listels, à l’exception des panneaux : 
- D29 de signalisation de position de direction vers un hameau ou une petite localité,
- E30 d’indication du nom d’un cours d’eau ou autre lieu traversé par la route, à l’exception d’une agglomération,
- E40, cartouches d’indication de voie,
- Dv44, encart de présignalisation d’un itinéraire cyclable.

## Histoire
Dès la première normalisation de 1946, les panneaux comportent un listel, tous excepté ceux de prescription. Même dans l’arrêté fondateur du 24 novembre 1967 qui fait toujours référence avec l’ensemble des arrêtés modificatifs qui l’ont suivi, la couronne des panneaux de prescription n’était pas bordée de listel. Il faut en fait attendre l’arrêté du 6 juin 1977 pour que la couronne rouge des panneaux de prescription soit bordée d’un listel blanc, et que cette précision soit inscrite à la fois dans le texte et dans les modèles de panneaux annexés.

## Couleur

### Le blanc
Les listels des panneaux à fond foncé sont blancs.

### Le noir
Les listels des panneaux à fond clair sont noirs, hormis ceux des panneaux Dv et E6b décrits ci-après.

### Le vert
Le listel vert est dédié aux panneaux de jalonnement cyclables, de type Dv, sont quant à eux à fond blanc et ont un listel vert, à l’exception des panneaux :
- Dv11, panneau complémentaire d’identification d’un itinéraire cyclable, qui est à fond vert et a un listel blanc
- Dv44, encart de présignalisation d’un itinéraire cyclable, qui n’a pas de listel.

### Le rouge
Le listel rouge est réservé aux panneaux de prescription zonale, B6b et E6b notamment.

## Dimensions
Pour les panneaux rectangulaires, la largeur du listel est la suivante :
| Longueur du panneau | Largeur du listel |
| ------------------- | ----------------- |
| ≤ 2 500 mm          | 20 mm             |
| > 2 500 mm          | 40 mm             |

## Sources
- Arrêté du 24 novembre 1967 modifié relatif à la signalisation des routes et des autoroutes.
- Circulaire n°82-31 du 22 mars 1982 relative à la Signalisation de Direction.